# Біль-Б'єнн (футбольний клуб)
«Біль-Б'єнн» (нім. Fussball club Biel-Bienne) — швейцарський футбольний клуб з міста Біль, заснований 1896 року. Домашні матчі проводить на стадіоні «Тіссо-Арена».

## Історія

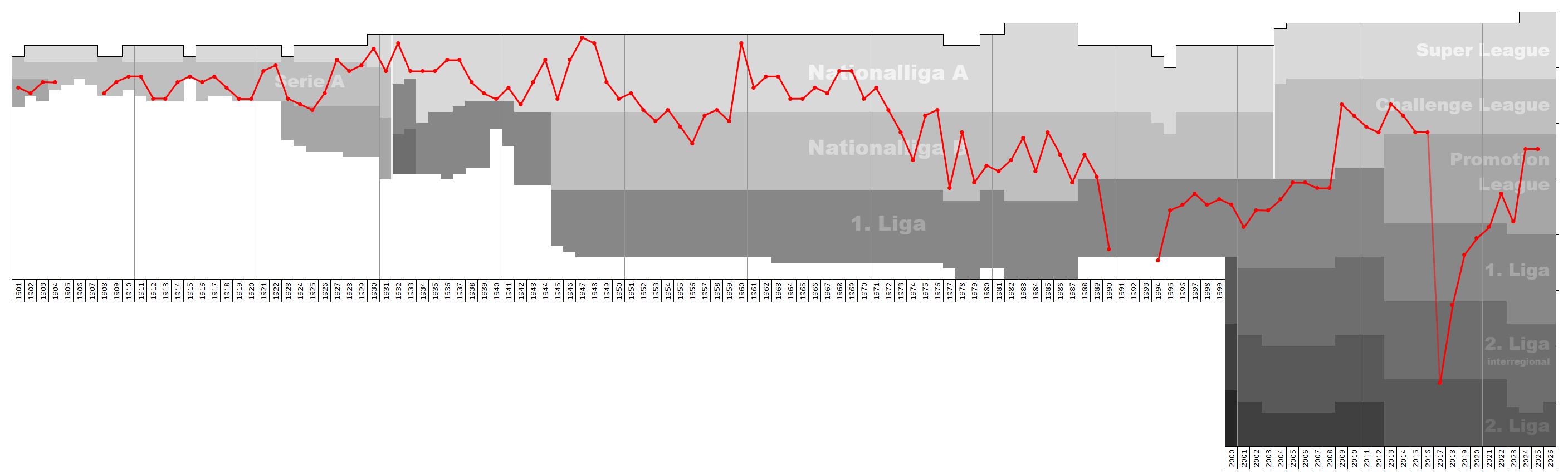
Статистика виступів клубу у чемпіонатах Швейцарії.

Клуб був заснований 13 листопада 1896 року і у першій половині ХХ століття був серед лідерів швейцарського футболу. «Біль-Б'єнн» виграв чемпіонат Швейцарії в 1947 році, а у 1948 і 1960 роках посідав друге місце в чемпіонаті Швейцарії, а в фіналі Кубка Швейцарії 1961 року програв «Ла-Шо-де-Фону».
В наступні роки у команди погіршились результати і у сезоні 1975/76 команда востаннє зіграла у вищому дивізіоні країни, після чого балансувала між другим і третім рівнем швейцарського футболу. 
По завершенні сезону 2015/16, який клуб закінчив на останньому 10-му місці у Челлендж-лізі, другому за рівнем дивізіон країни, «Біль-Б'єнн» через фінансові проблеми був позбавлений професіональної ліцензії і був відправлений в шостий за рівнем дивізіон країни.

## Досягнення
- Чемпіон Швейцарії (1): 1946/47